# Metropolia Salzburga
Metropolia Salzburga – jedna z dwóch metropolii Kościoła rzymskokatolickiego w Austrii, obejmująca zachodnią i południową część kraju. Powstała 20 kwietnia 798 roku. Składa się z jednej archidiecezji i czterech diecezji. Najważniejszą świątynią jest katedra św. Ruperta w Salzburgu. Od listopada 2013 roku godność metropolity pełni abp Franz Lackner OFM.

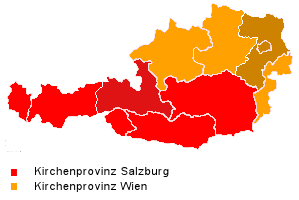
Metropolia na mapie administracyjnej Kościoła w Austrii (zaznaczona na czerwono)

W skład metropolii wchodzą:
- archidiecezja salzburska
- diecezja Feldkirchu
- diecezja Graz-Seckau
- diecezja Gurku-Klagenfurtu
- diecezja innsbrucka